# Our Song
"Our Song" é uma canção gravada pela cantora e compositora estadunidense Taylor Swift contida em seu álbum de estreia epônimo. Foi lançada como o terceiro single do disco em 22 de agosto de 2007, através da Big Machine Records. Derivada da música country, foi escrita por Swift e produzida por Nathan Chapman. Sua gravação decorreu nos estúdios Quad Studios-A e Sound Cottage, localizados em Nashville, Tennessee. Sua letra trata sobre uma música que Swift escreveu para ilustrar seu relacionamento com um par romântico, a qual ela dá o título de "Nossa Canção". Após o lançamento, "Our Song" obteve análises positivas por parte da crítica contemporânea. Em algumas das resenhas publicadas, foi dado destaque ao fato de Swift conseguir trabalhar melhor com canções escritas apenas por ela mesma.
No campo comercial, teve o melhor desempenho dentre os singles do álbum de estreia da cantora. Atingiu a posição de número 16 da Billboard Hot 100 e a 30.ª colocação da Canadian Hot 100, sendo certificada com três discos de platina pela Recording Industry Association of America (RIAA) e um disco de platina pela Music Canada, devido a vendas superiores a 3 milhões de unidades nos Estados Unidos e 80 mil unidades no Canadá, respectivamente. Além do sucesso na parada principal estadunidense, também se desempenhou de forma satisfatória nas tabelas dos gêneros country e pop, atingindo a 1.ª e a 18.ª colocações nestas publicações, respectivamente. Fora da América do Norte, o único país em que registrou entrada nas paradas musicais foi a Coreia do Sul, onde atingiu o 104.º lugar da lista de singles internacionais da Gaon.
"Our Song" foi divulgada através de diversas apresentações ao vivo realizadas por Swift durante o ano de 2007. A maioria delas foi feita durante a participação da cantoras nas turnês de grupos e artistas como Rascal Flatts, George Strait, Brad Paisley, Tim McGraw e Faith Hill. Mais tarde, o tema foi adicionado à lista de performances das turnês Fearless Tour e Speak Now World Tour, realizadas pela própria artista. Houve ainda apresentações televisionadas nos programas Regis & Kelly, The Ellen DeGeneres Show, The Today Show e durante o CMA Music Festival. Um outro meio de divulgação da faixa foi o lançamento de um videoclipe acompanhante em 14 de setembro de 2007, que estreou na emissora estadunidense Country Music Television (CMT). Dirigido por Trey Fanjoy, a produção mostra cenas de Swift em uma casa, trajada com diferentes figurinos, enquanto canta os versos da canção. Durante a edição de 2008 do CMA Music Awards, a gravação recebeu os prêmios de "Video of the Year" e "Female Video of the Year".

## Antecedentes

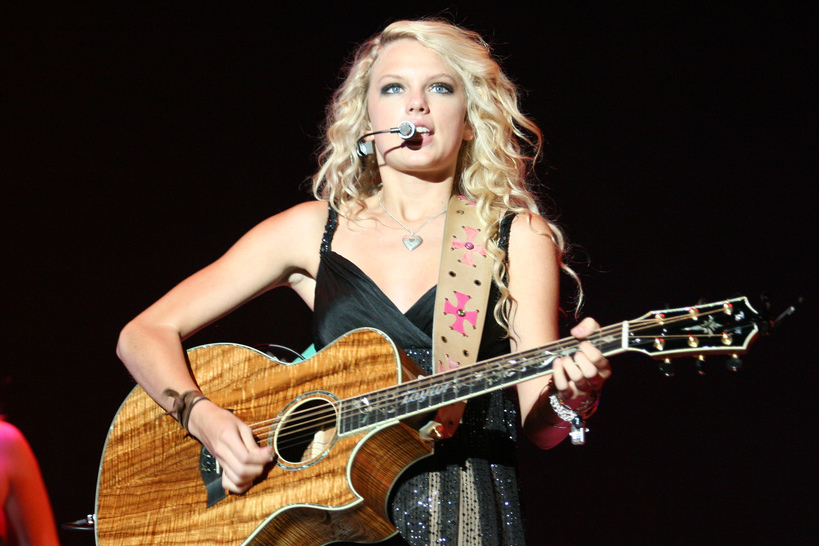
Swift se apresentando com "Our Song" enquanto abria shows para Rascal Flatts, na Me and My Gang Tour.

Swift escreveu "Our Song" sozinha para um concurso de talentos durante seu tempo de caloura do ensino médio, sem intenções de incluí-la em um álbum. Ela pensou que para ser apropriada para este tipo de competição, a música precisaria ser otimista e seus colegas precisavam se relacionar com a obra. "Eu escrevi sobre esse cara que eu estava saindo, e como nós não tínhamos uma canção. Então eu fui e escrevi uma", Taylor comentou. O processo de escrita, assim como o de "Tim McGraw", demorou aproximadamente 20 minutos. Meses após se apresentar com a composição no concurso, alguns de seus companheiros de classe foram conversar com a artista, dizendo que apreciaram a música tocada, cantando algumas linhas para ela. "Tinham escutado só uma vez, então eu pensei, 'deve ter algo aqui'!", comentou Taylor.
Enquanto escolhia canções para Taylor Swift, a musicista insistiu em gravar "Our Song", dizendo aos produtores que "sabia que tinha algo". De acordo com a artista, a obra foi colocada como a última no alinhamento de faixas devido à letra "Toque de novo", o que ela pensou que faria com que as pessoas escutassem o álbum novamente. A Big Machine Records escolheu-a como o terceiro single do disco, o que fez com que Swift ficasse surpresa e feliz por isto. O seu lançamento em CD single ocorreu em 22 de agosto de 2007. Mais tarde, foi incluída fora do Canadá e dos Estados Unidos na versão internacional de Fearless.

## Composição
"Our Song" é uma música country com duração de três minutos e vinte e quatro segundos. De acordo com a partitura publicada pela Sony/ATV Music Publishing, a obra possui um tempo composto de oito colcheias por compasso. Está escrita na chave de ré maior, e é definida em um tempo de assinatura moderadamente rápido, com um metrônomo de 96 batidas por minuto. Consiste na utilização de vocais, piano, guitarra, banjo e violino.  Apesar de seu tempo moderado e rápido, Sean Dooley do About.com descreveu a composição como um "mal-humorado número de andamento mediano". Seu alcance vocal varia uma oitava, entre a nota baixa de sol até a nota alta de si. Jody Rosen da Slant Magazine considerou a performance vocal de Swift como "vibrante".
A letra está escrita em primeira pessoa, e trata sobre uma música que Swift escreveu para ilustrar seu relacionamento com um par romântico. No primeiro verso, enquanto está no carro do companheiro, a intérprete percebe que ela e o namorado não possuem uma canção. No refrão, o casal se lembra de momentos vividos e transformam estes em letra. Estes acontecimentos estão descritos a pequenos detalhes, como por exemplo nos versos "Nossa música é o barulho da porta batendo / Saindo tarde, batendo levemente em sua janela / E quando a gente está no telefone e você fala bem baixo / Porque está tarde e sua mãe não sabe". Dooley identificou o papel de Swift na obra como de narradora. Em 2008, a melodia acabou por receber o prêmio de "Winning Song" pela Broadcast Music Incorporated.

## Crítica profissional
"Our Song" foi recebida positivamente pela crítica especializada. Sean Dooley do About.com listou a canção como a quinta melhor de Swift até a data. Ele identificou a "estranha habilidade" de Swift, "especialmente em uma idade tão jovem, por escrever uma narrativa convincente" como um dos destaques da música, referenciando as letras "Eu estava andando de carona, com meu cabelo desarrumado no assento da frente do carro dele / Ele tinha uma mão no volante / E a outra em meu coração". Rob Sheffield da revista Blender descreveu a faixa como "uma dura pedra preciosa". Rick Bell do Country Standard Time disse que as melhores realizações do Taylor Swift foram as somente escritas pela cantora, incluindo "Our Song", na qual "ela canta com animação e convicção." Jonathan Keefe da Slant Magazine disse que a obra "segue as convenções testadas pelo tempo da narrativa e, na maior parte das vezes, constrói um enorme gancho pop." Fiona Chua da MTV do Sudeste Asiático, escolheu a faixa como uma "track pick" da edição internacional de Fearless. Kate Kiefer da revista Paste disse que o tema era "o primeiro hit de Swift" e acreditou que seria a canção de muitos casais.

## Vídeo musical

Em uma das cenas, Swift deita-se em uma cama repleta de rosas e segura um cartão. Esta tomada faz referência à letra "Eu quase não notei todas as rosas / E o cartão que dizia".

O vídeo musical acompanhante para "Our Song" foi dirigido por Trey Fanjoy, que já havia trabalhado com Swift anteriormente. Após escutar a música, Fanjoy contou à Taylor seus ideais para um clipe. "Ela teve a ideia da cena que canto na varanda, a que interpreto em um campo florido, e a que canto em preto e branco. Tudo foi junto para a cabeça dela. Ela estava apta a transformar isto em filme. Isto mostra o quão boa diretora ela é", disse a cantora à CMT News. O projeto foi conceitualizado para ser fantasioso e surreal. A gravação foi lançada em 14 de setembro de 2007 no Country Music Television (CMT). Quase cinco anos depois, foi disponibilizada nas lojas iTunes.
O vídeo se inicia com uma tomada nas unhas de Swift, enquanto a mesma as pinta. Está com o cabelo liso, e vestindo uma camiseta azul e shorts brancos. No quarto, ela conversa ao telefone. A cena seguinte mostra a artista em um espelho de um banheiro, no qual ela escreve a palavra "Love", antes de ir para a varanda fronteira, com um vestido azul e cabelo encaracolado. Taylor senta-se na cama e continua a interpretar a música. As cenas possuem transições entre a cantora deitada em uma cama repleta de flores e a usar um vestido laranja. Ela então segura um cartão que soletra seu primeiro nome. A seguir, com um longo vestido preto, botas de caubói e luvas pretas, a musicista canta com uma banda em frente a um fundo branco. Durante o resto da produção, as cenas se alternam entre as tomadas anteriores, e a trama termina com Taylor rindo enquanto está sentada na varanda da frente. O projeto foi indicado à categoria "Number One Streamed Music Video" do CMT Online Awards de 2008, mas perdeu para "All-American Girl" de Carrie Underwood. No CMT Music Awards do mesmo ano, o videoclipe ganhou os prêmios de "Video of the Year" e "Female Video of the Year".

## Apresentações ao vivo

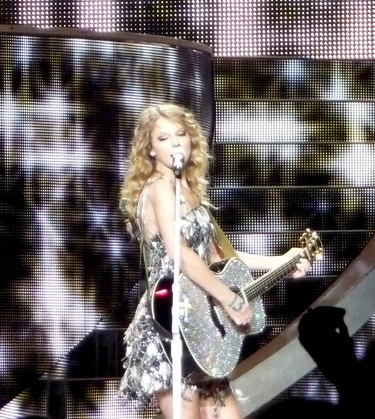
Swift interpretando "Our Song" em um concerto incluído na Fearless Tour.

A artista interpretou "Our Song" durante várias ocasiões enquanto abria os shows da banda country Rascal Flatts, na Me and My Gang Tour (2006-07). Ela iniciou o concerto utilizando um longo vestido preto e botas vermelhas de caubói, realizando a música com um violão. A canção também chegou a ser cantada durante vinte datas para a digressão estadunidense de 2007 de George Strait, e em datas selecionadas para a Bonfires & Amplifiers Tour (2007) de Brad Paisley. Durante meados de 2007, Taylor serviu como artista de abertura para a Soul2Soul II Tour, de Tim McGraw e Faith Hill, onde também interpretou a melodia. Mais tarde, também apresentou-se com a música na Still Feels Good Tour de 2008, novamente para Rascal Flatts. A primeira performance televisionada de "Our Song" ocorreu em 10 de outubro de 2007 no Regis & Kelly. A divulgação continuou no Country Music Association Awards de 2007, no The Engine Room, e em um concerto na Apple Store de SoHo, Nova York, que foi gravado e lançado em formato de extended play (EP), sob o título iTunes Live from SoHo. O trabalho foi lançado exclusivamente através da iTunes Store. Após terminar a promoção para Taylor Swift e seus singles correspondentes, Swift foi ao The Ellen DeGeneres Show, no Studio 330 Sessions, no The Today Show, no CMA Music Festival, e como um dueto com a banda de rock Def Leppard no CMT Crossroads, cujo episódio foi lançado como DVD nos Estados Unidos. Mais tarde, ela se apresentou no V Festival de 2009, e no evento de caridade australiano Sound Relief, realizado em Sydney.
Swift interpretou a obra em todos os locais da sua primeira turnê, a Fearless Tour, que durou de abril de 2009 até junho de 2010. Durante cada performance, a cantora usou um vestido de cocktail brilhante e botas de couro preto. Taylor pulou no palco enquanto executava a música, tocando um violão com vários cristais. Jim Harrington do The San Jose Mercury News relatou que a interpretação em San Jose, na Califórnia, realizada no HP Pavilion at San Jose conseguiu uma reação positiva do público: "Mães e pais, assim como grupos de adolescentes e casais em um encontro romântico, cantaram junto com igual entusiasmo enquanto Swift detalhou um romance jovem em 'Our Song'". Molly Trust da Billboard assistiu ao concerto final da digressão em 5 de junho de 2010 no Gillette Stadium em Foxborough, Massachusetts e estatou: "Swift contrastou suas canções mais lentas com as interpretações intensas de 'Forever & Always' [...] e 'Our Song'". Na Speak Now World Tour, a música foi incluída somente no alinhamento norte-americano, sendo a única canção do disco estreante da musicista, enquanto que na Red Tour, foi apresentada em datas selecionadas.

## Faixas e formatos
"Our Song" foi lançada em formato físico contendo a faixa e o vídeo musical.
| CD maxi single |                              |         |  |
| N.º            | Título                       | Duração |  |
| 1.             | "Our Song"                   | 3:22    |  |
| 2.             | "Our Song" (vídeo em CD-ROM) | 3:33    |  |
| Duração total: | Duração total:               | 6:55    |  |

## Desempenho nas tabelas musicais

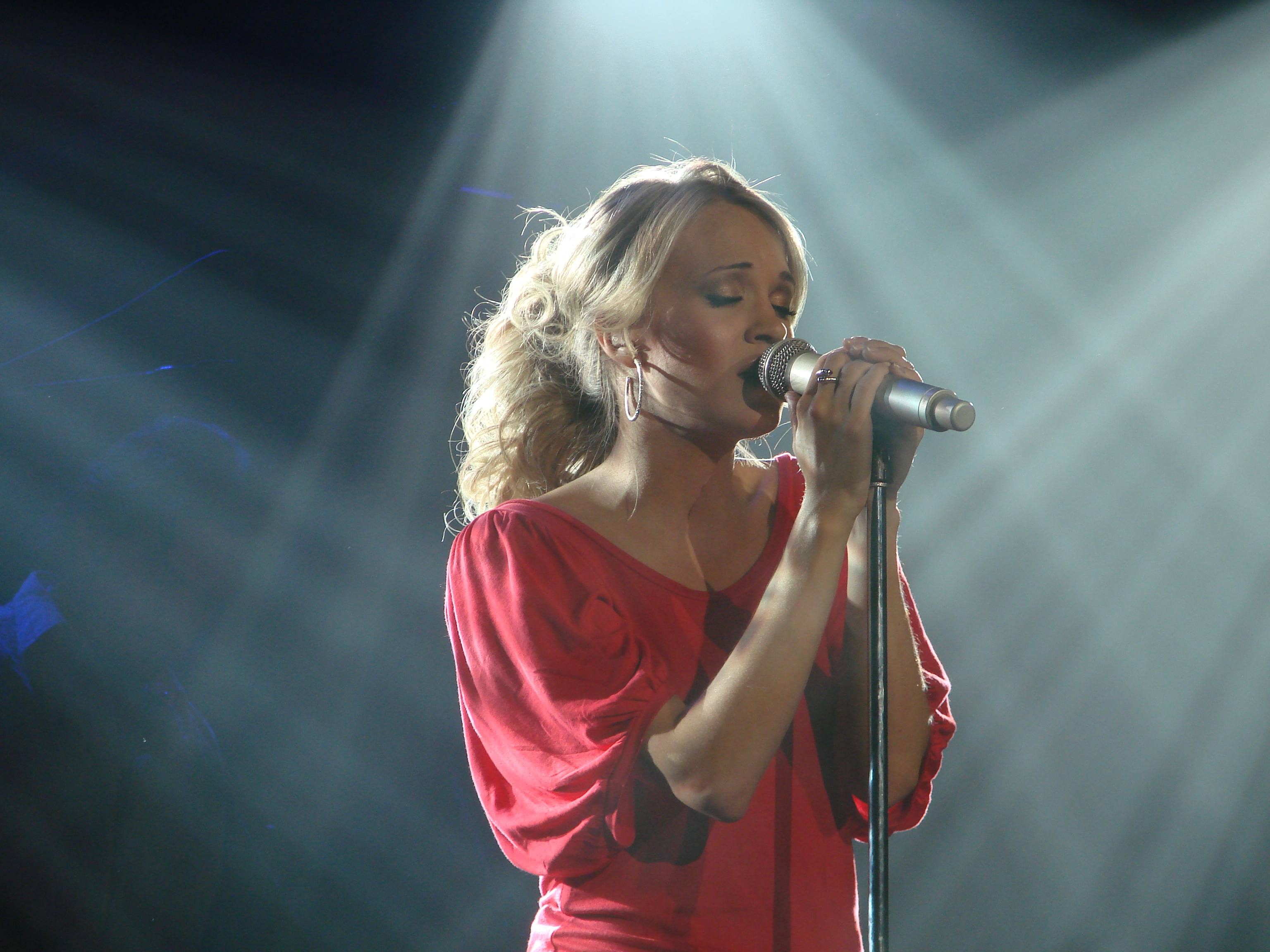
"Our Song" ficou seis semanas no topo da Country Songs da Billboard, marcando o single que ficou na colocação por mais tempo desde que "Jesus, Take the Wheel" de Carrie Underwood (foto) conseguiu ficar pelo mesmo período, em janeiro de 2006.

Na semana terminada em 13 de outubro de 2007, "Our Song" estreou na posição 86 da Billboard Hot 100. Na semana seguinte, conseguiu a 77.ª posição, e na semana de 19 de janeiro de 2008, alcançou sua melhor colocação, a de número 16, se tornando no segundo single da artista a conseguir as vinte melhores posições. Ficou um total de trinta e seis semanas na tabela. Em outubro de 2012, foi certificada com o disco de platina tripla pela Recording Industry Association of America (RIAA), com um total de vendas superando as 3 milhões de cópias. Até janeiro de 2013, a música já havia comercializado mais de 3 milhões e setenta e duas mil cópias nos Estados Unidos, tornando-se no terceiro single mais vendido de Swift em seu país de origem.
Na Country Songs, estreou no 55.º número e pulou para o sexto na semana terminada em 15 de dezembro. Na semana seguinte, foi da sexta posição para a primeira, se tornando o maior salto da história da parada desde "Just to See You Smile" de Tim McGraw em janeiro de 1998, que também foi da sexta para a primeira colocação. Se tornou a primeira canção de Swift no topo da publicação e tornou a mesma, na época com 18 anos, a mais jovem cantora e compositora de uma música no primeiro número. A composição acabou por ficar seis semanas no topo, marcando o single mais bem-posicionado da artista na parada e o que ficou na primeira posição por mais tempo desde que "Jesus, Take the Wheel" de Carrie Underwood conseguiu ficar no mesmo período de tempo, em janeiro de 2006. A melodia ficou um total de 24 semanas na tabela country. Também apareceu na Pop Songs com pico na décima oitava colocação.
A faixa também conseguiu entrar na Canadian Hot 100; debutou na posição 91 e conseguiu seu pico na 30 na sua décima quinta semana, se tornando o single de melhor desempenho do álbum Taylor Swift no Canadá. Foi certificada platina pela Music Canada, vendendo mais de 80 mil exemplares digitais. Já na Coreia do Sul, conseguiu apenas a 104.ª colocação.
| Tabela musical (2007-2008)               | Melhor posição |
| ---------------------------------------- | -------------- |
| Canadá (Canadian Hot 100)                | 30             |
| Coreia do Sul (Gaon International Chart) | 104            |
| Estados Unidos (Billboard Hot 100)       | 16             |
| Estados Unidos (Billboard Country Songs) | 1              |
| Estados Unidos (Pop Songs)               | 18             |

| Tabela musical (2008)                    | Posição |
| ---------------------------------------- | ------- |
| Estados Unidos (Billboard Hot 100)       | 41      |
| Estados Unidos (Billboard Country Songs) | 39      |

| País                  | Certificação |
| --------------------- | ------------ |
| Canadá (Music Canada) | Platina      |
| Estados Unidos (RIAA) | 3× Platina   |